# Pablo Rotchen
Pablo Oscar Rotchen Suárez (Buenos Aires, Argentina, 23 de abril de 1973) es un exfutbolista argentino que jugaba de defensa.
Debutó en la Primera División de Argentina con Club Atlético Independiente y su último equipo fue el Club de Fútbol Monterrey en la Primera División de México.

## Trayectoria
Rotchen inició su carrera profesional jugando para el Club Atlético Independiente. Su debut se produjo el 22 de noviembre de 1992, en un encuentro contra Boca Juniors en La Bombonera; Independiente ganó 0-1.

## Clubes
| Club                                      | País      | Año       | PJ  | Goles |
| ----------------------------------------- | --------- | --------- | --- | ----- |
| Independiente                             | Argentina | 1992-1999 | 186 | 4     |
| RCD Espanyol                              | España    | 1999-2002 | 70  | 4     |
| Monterrey                                 | México    | 2002-2005 | 110 | 5     |
| Club América (Préstamo Copa Libertadores) | México    | 2004      | 2   | 0     |

## Selección nacional

### Sub-22
Formó parte de la Selección Sub-22 que obtuvo la medalla de oro en los Juegos Panamericanos de 1995 en Mar del Plata, Argentina, al vencer en tanda de penales a México en el Estadio José María Minella. 
El plantel era dirigido por Daniel Passarella y estaba conformado por:
Carlos Bossio, Roberto Ayala, Rodolfo Arruabarrena, Javier Zanetti, Jorge Jiménez, Pablo Rotchen, Ariel Ortega, Roberto Monserrat, Sebastián Rambert, Marcelo Gallardo, Christian Bassedas, Javier Lavallén, Juan Pablo Sorín, Pablo Paz, Claudio Husain, Diego Cagna, Hernán Crespo y Guillermo Barros Schelotto.

### Absoluta
Fue internacional con la Selección de fútbol de Argentina de 1994 a 1997; con la albiceleste acudió a la Copa Rey Fahd 1995 (no jugó) y a la Copa América 1997 (jugó durante la fase de grupos).
|                     | PJ | Minutos | Gol | Asistencia | Periodo   |
| ------------------- | -- | ------- | --- | ---------- | --------- |
| Selección argentina | 4  | 356     | 0   | 0          | 1994-1997 |

| Fecha                 | Rival    | Estadio                              | Resultado | Competencia       |
| --------------------- | -------- | ------------------------------------ | --------- | ----------------- |
| 14 de febrero de 1995 | Bulgaria | Estadio Malvinas Argentinas, Mendoza | 4-1       | Amistoso          |
| 11 de junio de 1997   | Ecuador  | Estadio Félix Capriles, Cochabamba   | 0-0       | Copa América 1997 |
| 14 de junio de 1997   | Chile    | Estadio Félix Capriles, Cochabamba   | 2-0       | Copa América 1997 |
| 17 de junio de 1997   | Paraguay | Estadio Félix Capriles, Cochabamba   | 1-1       | Copa América 1997 |

### Participaciones en selección nacional
| Competencia                  | Categoría | Sede           | Resultado        |
| ---------------------------- | --------- | -------------- | ---------------- |
| Copa Rey Fahd 1995           | Absoluta  | Arabia Saudita | Subcampeón       |
| Juegos Panamericanos de 1995 | Sub-22    | Argentina      | Campeón          |
| Copa América 1997            | Absoluta  | Bolivia        | Cuartos de final |

## Palmarés

### Campeonatos nacionales
| Categoría                     | Título        | Club          | País      |
| ----------------------------- | ------------- | ------------- | --------- |
| Primera División de Argentina | Clausura 1994 | Independiente | Argentina |
| Copa del Rey                  | 1999-2000     | RCD Espanyol  | España    |
| Primera División de México    | Clausura 2003 | Monterrey     | México    |

### Campeonatos internacionales
| Título                            | Club          | Sede      | Año  |
| --------------------------------- | ------------- | --------- | ---- |
| Supercopa Sudamericana 1994       | Independiente | Argentina | 1994 |
| 1ro. Juegos Panamericanos de 1995 | Argentina     | Argentina | 1995 |
| Supercopa Sudamericana 1995       | Independiente | Brasil    | 1995 |
| Recopa Sudamericana 1995          | Independiente | Japón     | 1995 |